# Zosis
Zosis é um gênero de aranhas da família Uloboridae de distribuição pantropical.
A espécie Z. geniculata é frequentemente vista em locais próximos à construções humanas das regiões tropicais.

## Descrição
Espécies deste gênero apresentam oito olhos, um opistossoma “corcunda”, pernas com um padrão característico de faixas pretas, cinzas e brancas constrastadas, sem tufos óbvios de cerdas, o metatarso IV visivelmente curvo e o saco de ovos estrelado.
Os machos de Zosis têm um amplo e largo sulco torácico transverso. Todos os olhos são quase iguais em tamanho e não possuem tapetum (membrana posicionada dentro do globo ocular (fundo do olho) de certos animais vertebrados capaz de refletir a luz que entra nos olhos).

As fieiras anteriores parecem ter três segmentos: um grande segmento basal; um segmento médio muito curto, em forma de anel; e um segmento apical curto em forma de cúpula. As fieiras medianas têm um segmento único e as fieiras posteriores possuem dois segmentos cilíndricos, sendo o proximal o mais longo deles.

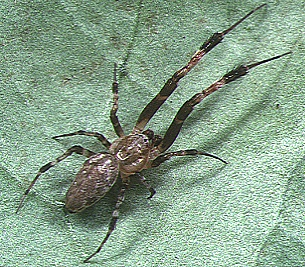
Macho de Z. geniculata
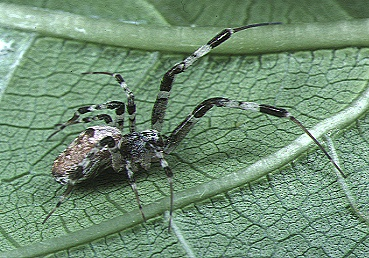
Fêmea de Z. geniculata
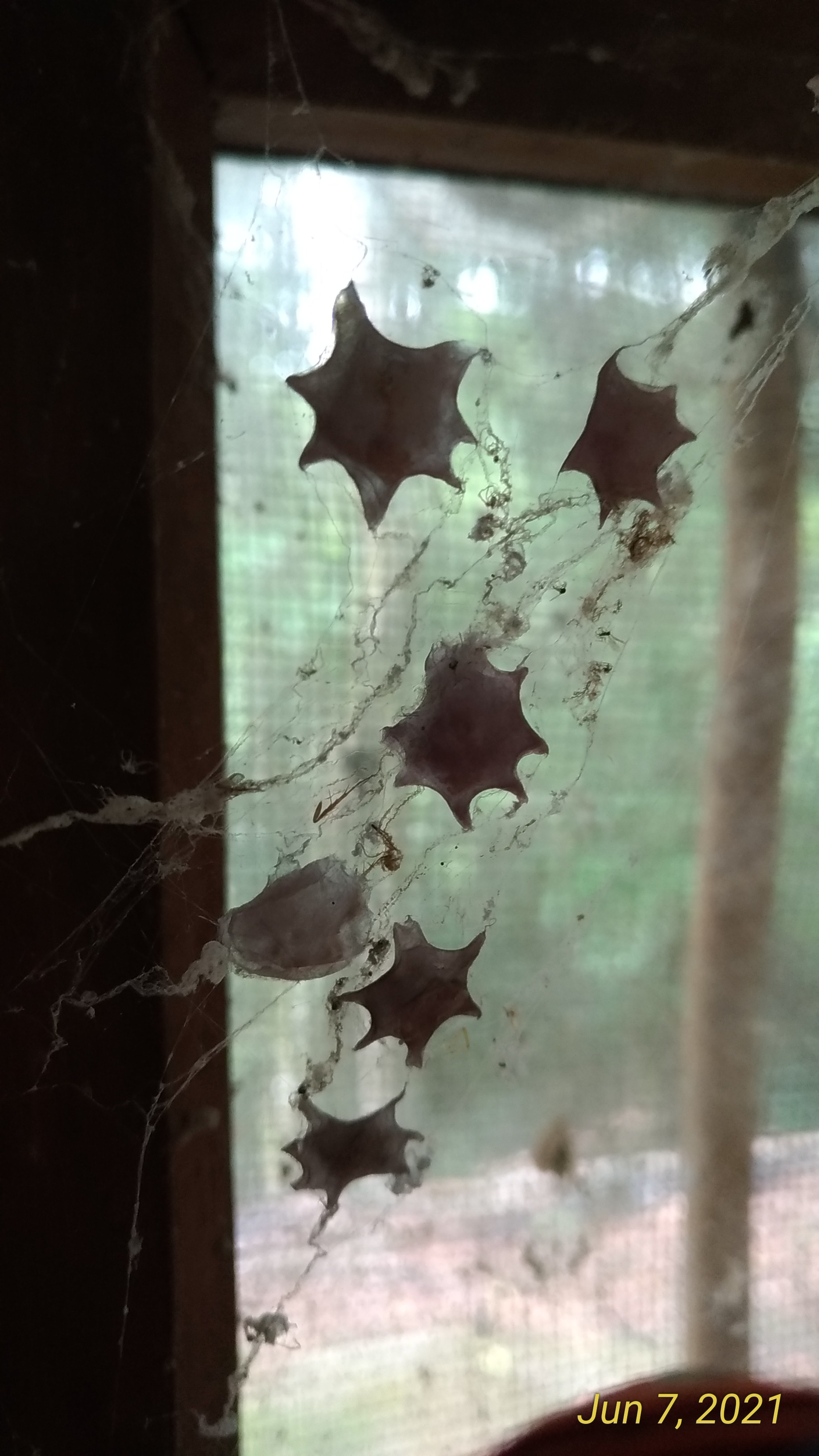
Sacos de ovos de Z. geniculata

## Hábitos

### Teia
Estas aranhas constroem uma teia orbicular cribelada.

### Alimentação
Quando a aranha sente uma presa em sua teia, ela geralmente sacode a teia várias vezes com força (como observado por Marples, 1962). Esse comportamento às vezes se repete à medida que a aranha se aproxima da presa e pode servir para enredá-la ainda mais, avaliar qual o seu tamanho ou garantir que ela esteja seguramente presa pela teia e não atacará a aranha. À medida que a aranha se aproxima da presa, uma de suas primeiras patas frequentemente sonda e entra em contato levemente com a presa, balançando-a em um pequeno círculo. Mantendo distância, a aranha se afasta da presa, pendura-se nas primeiras e segundas pernas e usa as quartas pernas para jogar seda na presa. Esta seda muitas vezes não envolve a presa, mas logo deixa seus membros presos para evitar que a presa fique se debatendo na teia.
A aranha então se aproxima e começa a envolver completamente a presa, a imobilizando, o que pode levar de cerca de um minuto para uma pequena mosca da fruta a 20 minutos para um inseto tão grande quanto à aranha. A presa é então transportada para o centro da teia, onde camadas adicionais de seda podem ser adicionadas antes que a aranha agarre a presa com suas garras palpais, para então liberar fluidos sobre a presa e começar a se alimentar.
As aranhas Zosis, assim como outros membro da família Uloboridae, sem glândulas venenosas, matam e digerem as presas derramando enzimas digestivas sobre elas. Uloborídeos não usam suas quelíceras para perfurar ou amassar a presa; e precisam de até três horas para se alimentar de um besouro de 5 a 6 mm de comprimento. A alimentação, embora lenta, é completa e quando termina, apenas o exoesqueleto da presa permanece.

### Ovos
Membros dos gêneros Zosis constroem, enquanto suspensos, sacos de ovos estrelados ou cilíndricos. Zosis geniculatas primeiro constrói uma plataforma de seda horizontal em suas teias, deposita grupos de 40 a 80 ovos sob essa plataforma e, em seguida, tece uma cobertura convexa e ajustada ao redor dessa massa de ovos, fixando suas margens às da parte superior da plataforma. Estes sacos de ovos estrelados que ficam suspensos na teia geralmente possuem cinco a oito pontos marginais que representam locais de fixação de linhas que suportam a plataforma.

## Espécies
São reconhecidas 5 espécies do gênero:
- Zosis costalimae (Mello-Leitão, 1917) - Brasil
- Zosis geniculata (Olivier, 1789) - Estados Unidas a Brasil, Caribe. Introduzido na Macaronésia, África Ocidental, Seicheles, Índia, Indonésia, Filipinas, China, Coreia, Japão, Austrália, Havaí
  - Zosis geniculata fusca (Caporiacco, 1948) - Guyana
  - Zosis geniculata timorensis (Schenkel, 1944) - Timor
- Zosis peruana (Keyserling, 1881) - Colombia a Argentina